# Rhigeneu
Rhigeneu (Ricenus in latino e Richan in inglese; attorno al 480) figlio di Rhein Dremrydd, a cui successe sul trono del Brycheiniog.

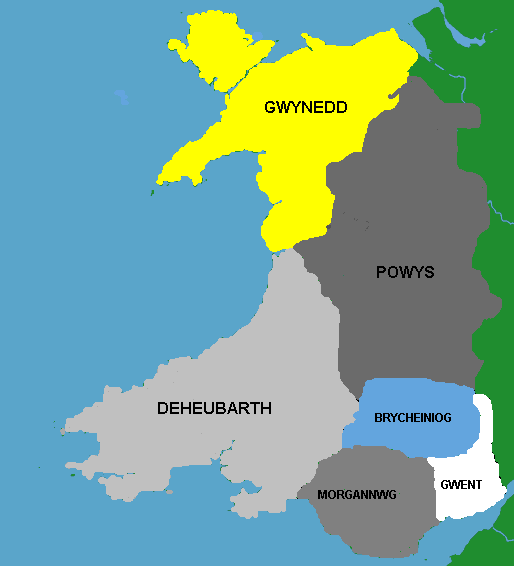
Regni medioevali del Galles

Non si sa nulla di più su di lui, a cui successe il figlio Llywarch e poi il nipote Idwallon.